# Tổ khúc
Tổ khúc là một thể loại nhạc hòa tấu không lời, gồm nhiều bản nhạc khác nhau nhưng cùng thể hiện một chủ đề nhất định, được biểu diễn một cách nối tiếp liên tục thành một nhạc phẩm duy nhất. Khái niệm này gốc từ tiếng Pháp là "suite" (có nghĩa là nối tiếp, tiếp tục), biểu thị sự liên tiếp của các bộ phận âm nhạc cấu thành thường theo một trình tự cụ thể hoặc liên kết nhau với một chủ đề trung tâm. Ví dụ như nhạc phẩm "Các hành tinh" của Gustav Holst là tổ khúc khá rõ ràng: nhạc phẩm này mô tả bằng âm nhạc các hành tinh của Hệ Mặt trời, lần lượt là: Hỏa Tinh, Kim Tinh, Thủy Tinh, Mộc Tinh, Thổ Tinh, Thiên Vương Tinh và Hải Vương Tinh, trong đó mỗi bản nhạc độc lập mô tả một hành tinh.
Đây là một thể loại nhạc cổ điển, phát triển từ thời đại Phục hưng. Sau đó, nó có bước phát triển mạnh mẽ vào thời kỳ âm nhạc Baroque, trước khi phải nhường chỗ cho rất nhiều thể loại âm nhạc khác gồm sonata, concerto và giao hưởng vào thời kỳ âm nhạc Cổ điển. Tiếp theo, nó phát triển mạnh mẽ nhất vào thời kỳ âm nhạc Lãng mạn, rồi thể loại này có phần thoái trào vào thế kỷ XX. Tổ khúc là thể loại âm nhạc nhiều phần, số lượng các phần không bắt buộc cố định mà hoàn toàn tùy thuộc vào nhạc sỹ sáng tác.

## Lịch sử[4]

### Thời kỳ âm nhạc Phục hưng
Tổ khúc xuất phát từ việc ghép các vũ khúc lại với nhau. Việc làm này có từ thế kỷ XIV. Tuy nhiên, tác phẩm được coi là bản tổ khúc đầu tiên là Suyttes de bransles, một tác phẩm được Estienne du Tertre sáng tác vào năm 1557. Đó không phải là một tổ khúc thực sự vì tác phẩm này chỉ đơn thuần là kết quả của việc ghép hơn là việc hình thành một chuỗi được chơi thực sự. Phần lớn các nhóm vũ khúc từ thập niên 1540 cho đến cuối thế kỷ XVI đều là các cặp tác phẩm. Đến bước ngoặt của thế kỷ, các nhà soạn nhạc ở nước Anh bắt đầu việc mở rộng quy mô của tổ khúc bằng việc thay vì chỉ ghép các vũ khúc với nhau, họ ghép các nhóm vũ khúc với nhau. Nhưng tác phẩm đầu tiên được xuất bản với tư cách là tổ khúc được hình thành do ghép đồng bộ là Newe Padouan, Intrada, Däntz und Galliarda, tác phẩm được sáng tác vào năm 1611 của Paul Peuerl. Banchetto musicale (tác phẩm của Johann Schein, được sáng tác vào năm 1617) cũng là một cột mốc trong lịch sử của tổ khúc bởi tính thống nhất các vũ khúc của nó.

### Thời kỳ âm nhạc Baroque

#### Tóm tắt chung
Ở thời kỳ này, tổ khúc có một định nghĩa, đó là: Là một thể loại gồm một số chương, biết tất cả hay một vài trong chúng có mang hình thức và tính chất của vũ khúc. Và tên gọi cho nhóm vũ khúc thì cũng chẳng ít: Partita, overture, ordue và Sonata da camera. 

#### Sự phát triển và bên lề
Sự phát triển của tổ khúc thời kỳ này có thể được chia làm 3 giai đoạn:

##### Giai đoạn A-C-S
Đây là những chữ cái đầu của allemande, courante và sarabande. Đóng góp vào giai đoạn này đó là các nghệ sĩ đàn lute ở Paris và các bậc thầy về vũ khúc ở cung đình của Pháp. Tác phẩm tiêu biểu đó là Tablature de mandore de la composition du Sieur Chancy (1629)

##### Giai đoạn thêm cảgigue(G)
Khi gigue được chấp nhận một cách thưa thớt, không chỉ quy mô của nhóm vũ khúc trên mà cả vị trí của các vũ khúc trong nhóm cũng thay đổi. Trường hợp của Johann Jakob Froberger là tiêu biểu. Trong các tác phẩm của Froberger, có khi lại là A-C-S-G (trường hợp này hiếm hơn), có khi lại là A-G-C-S, trong đó cấu trúc A-G-C-S được phát triển để trở thành đặc trưng của các nhà soạn nhạc Đức thời kỳ này. Gigue không gây chú ý đối với người Anh. Còn ở Pháp, trong triều đại của Louis XIV, A-C-S-G được đi kèm với các vũ khúc khác. Cũng phải nói thêm rằng người Pháp có những sáng tác riêng của mình cho thể loại tổ khúc. Bằng chứng là các tổ khúc dành cho harpsichord của những Louis Couperin, Jean-Henri d'Anglebert và các nhà soạn nhạc khúc gồm prelude không nhịp và các tác phẩm đã có từ trước được xếp với nhau. Hay trường hợp của Jean-Baptiste Lully sáng tác hẳn một overture đứng trước một tổ khúc nào đó, trở thành bộ overture-tổ khúc. 

##### Thời kỳ củaJohann Sebastian BachvàGeorge Frideric Handel
Hai nhà soạn nhạc cuối thời kỳ âm nhạc Baroque này đã viết các tổ khúc của mình theo cấu trúc prelude, tức là A-C-S-X-G (với X là một hay nhiều vũ khúc (cặp vũ khúc) thêm vào). Tuy nhiên, có vẻ Bach quan tâm đến các thể loại này hơn. Các tác phẩm tiêu biểu của Bach đó là Tổ khúc Anh, Tổ khúc Pháp, ba bản partita cho violin, sáu bản tổ khúc cho cello và một số bản partita cho harpsichord. Điều đó không có nghĩa là Handel không có những tổ khúc xuất sắc như Nhạc nước và Âm nhạc cho lễ hội pháo hoa của Hoàng gia. Ở Đức cũng xin kể thêm trường hợp của Georg Philipp Telemann khi ông khẳng định sáng tác không ít hơn 200 tổ khúc.

### Thời kỳ âm nhạc Cổ điển
Tổ khúc mất hẳn vị trí quan trọng của mình trong con mắt của các nhà soạn nhạc thời kỳ này. Các tổ khúc bị coi là các bài luyện tập cổ xưa và dĩ nhiên, cố tìm một bản tổ khúc nổi bật vào lúc này là điều gần như quá sức. Vất vả lắm ta mới tìm được trường hợp của Wolfgang Amadeus Mozart với bản Tổ khúc cung Đô trưởng, K. 399/385i.

### Thời kỷ âm nhạc Lãng mạn
Tuy nhiên, khác với các vị tiền bối của mình, các nhà soạn nhạc Lãng mạn đã chú ý hơn đến thể loại này. Tuy nhiên, thay vì được sử dụng với định nghĩa tập hợp các vũ khúc với nhau, hai từ "tổ khúc" lại được sử dụng như tiêu đề của một bộ tuyển chọn dành cho dàn nhạc giao hưởng (Lully trước đó cũng có các tổ khúc dành cho dàn nhạc, nhưng định nghĩa của thời Lully khác hẳn) được rút ra từ một tác phẩm lớn, đặc biệt là từ ballet và opera, hay là một chuỗi các khúc nhạc kết nối với nhau một các lỏng lẻo theo một chương trình mang tính mô tả (Những hành tinh của Gustav Holst) hay mang tính ngoại lại hoặc dân tộc (trường hợp của Edvard Grieg, Pyotr Ilyich Tchaikovsky, Nikolay Rimsky-Korsakov và Jean Sibelius).

### Thế kỷ XX
Đến thế kỷ này, tổ khúc lại đánh mất vị trí của mình khi tiếp bị coi là bài luyện tập cổ xưa. Tuy nhiên, các bản tổ khúc nổi bật lúc này nhiều hơn so với thời Cổ điển, điển hình là của Maurice Ravel, Claude Debussy, Paul Hindemith, Richard Strauss và Arnold Schönberg. Lúc này, sự độc lập của tổ khúc với vũ khúc được tiếp nối.

## Các tổ khúc nổi tiếng
- Tổ khúc bốn mùa (the four seasons) của Antonio Vivaldi.
- Giấc mộng đêm hè của Felix Mendelssohn sáng tác cho kịch của W. Shakespeare, là khúc mở đầu (ouveture) của một tổ khúc.
- L'Arlésienne của Georges Bizet.
- Tổ khúc Carmen do  Ernest Guiraud biên soạn từ ôpêra Carmen.
- Tổ khúc "Chiếc kẹp hạt dẻ" (Nutcracker) của Pyotr Ilyich Tchaikovsky.
- Tổ khúc Hồ thiên nga (trích phần nhạc từ vở balê Hồ thiên nga)  của Pyotr Ilyich Tchaikovsky.
- Tổ khúc Peer Gynt của Edvard Grieg.
- Các tổ khúc của J. S. Bach rất đa dạng, viết cho dàn nhạc giao hưởng, cho hòa tấu vĩ cầm với dàn nhạc, hoặc cho hòa tấu đàn dây, Partitas cho dương cầm.
- Các tổ khúc Nhạc nước, Âm nhạc lễ hội pháo hoa Hoàng gia của G. F. Handel đã bao gồm cả khúc dạo đầu và tổ khúc.
- Tổ khúc "Các hành tinh" của Gustav Holst là nhạc phẩm mô tả bằng âm nhạc các hành tinh của Hệ Mặt trời, lần lượt là: Hỏa Tinh, Kim Tinh, Thủy Tinh, Mộc Tinh, Thổ Tinh, Thiên Vương Tinh và Hải Vương Tinh.
- Nhạc trong vở balê Chim lửa (Firebird) của I. F. Stravinsky là một tổ khúc trong thời hiện đại.